# Louis Anquetin

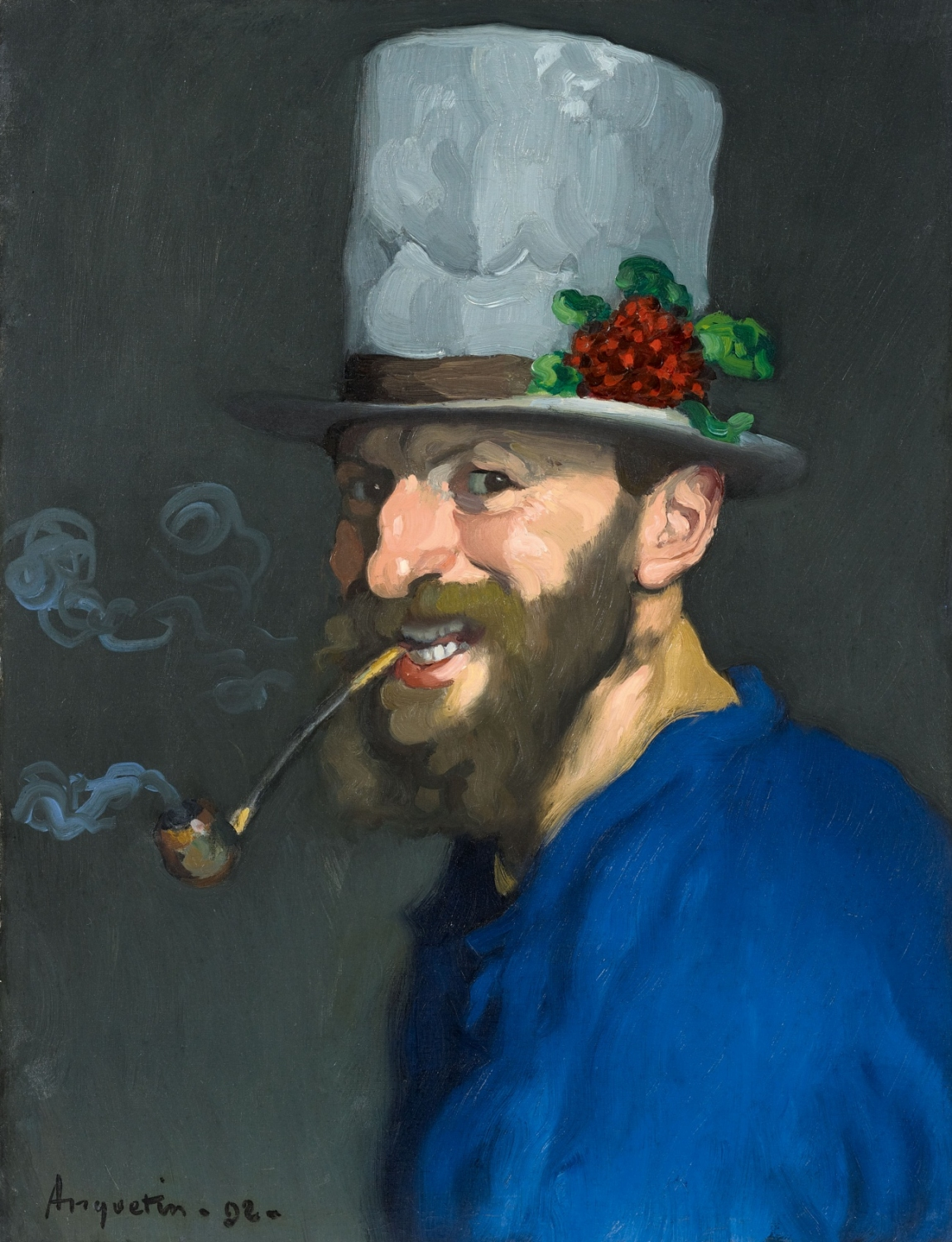
Selbstporträt mit Pfeife, 1892

Louis Anquetin (geboren 26. Januar 1861 in Étrépagny bei Gisors in der Haute-Normandie; gestorben 19. August 1932 in Paris) war ein französischer Maler, der als einer der Mitbegründer des Synthetismus gilt. Zu seinem Freundeskreis gehörten zeitweilig Künstler wie Émile Bernard, Paul Gauguin oder Pablo Picasso, auf die er großen Einfluss ausübte – so ist etwa Gauguins La Dame à la Robe Rouge (1891) deutlich von Anquetins La Dame en Rouge von 1890 inspiriert. Er malte u. a. Akte, Städteansichten von Paris, Szenen von Pferderennen.

## Leben
Anquetin kam 1882 nach Paris, wo er dem Studio von Léon Bonnat beitrat. Dort traf er auf Henri de Toulouse-Lautrec, der sein langjähriger Freund wurde. Als Bonnats Schule schloss, zogen beide in das Atelier von Fernand Cormon, als dessen aussichtsreichster Schüler Anquetin bald galt.

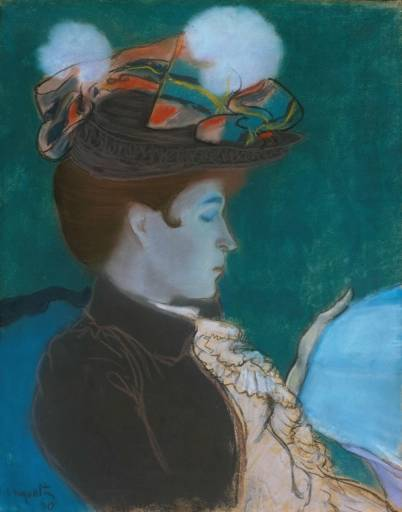
Lesende Frau, 1890

Um 1885 begann die Cormon-Gruppe, der außer den Genannten damals etwa Eugène Boch, Paul Tampier und (für wenige Wochen im Frühjahr 1886) Vincent van Gogh angehörten, über den Impressionismus hinauszuwachsen. Eine 1887 von van Gogh im Café Le Tambourin initiierte Ausstellung japanischer Druckgrafik (Ukiyo-e) begeisterte sowohl Anquetin als auch Bernard und inspirierte deren weitere Arbeit in eine Richtung, die später als Cloisonismus bezeichnet wurde.

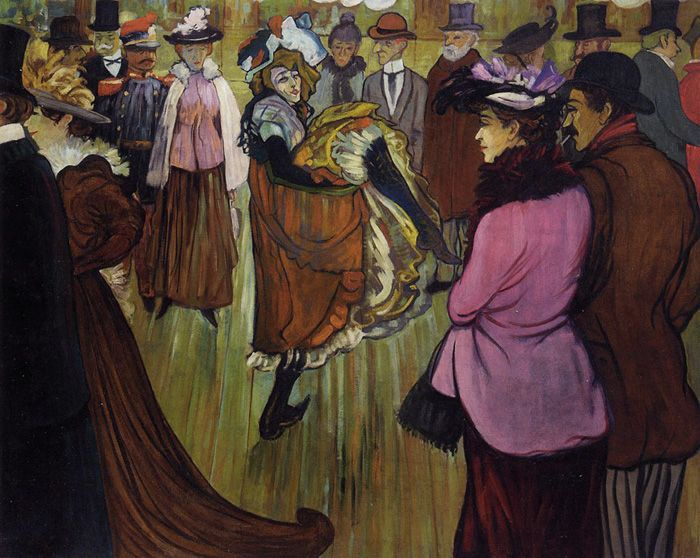
Moulin Rouge, 1893

1894 reisten Anquetin und Toulouse-Lautrec nach Holland und Belgien, um Werke der großen flämischen Künstler wie Peter Paul Rubens und Rembrandt van Rijn zu studieren. Sie erkannten den großen handwerklichen Unterschied zwischen der Öltechnik dieser alten Meister und ihrer eigenen. Anquetin führte auch mit Pierre-Auguste Renoir lange Diskussion über Techniken, und sie waren sich einig, dass ihnen im Umgang mit diesem Material handwerklich etwas fehlte. Anquetin verbrachte den größten Teil seines restlichen Lebens mit dem Versuch, diese verlorengegangenen Techniken der Großen Meister zu rekonstruieren und für die zeitgenössische Kunst wiederzugewinnen. Dabei kam er unter anderem zu dem Schluss, der Unterschied zwischen den Künstlern seiner Zeit und Rubens seien die fundierten anatomischen Kenntnisse des Letzteren, die ihn weniger abhängig von seinen Modellen gemacht hatte. Nach seinen Recherchen entwickelte Anquetin die Auffassung, Werken von Rubens liege ein Schwarz-Weiß-Vorwerk zugrunde, auf das dieser die Farben dann aufgetragen habe.
Durch seine Abkehr von der zeitgenössischen Kunst geriet Anquetin in der Öffentlichkeit bald in Vergessenheit, nicht zuletzt darauf ist sein heute geringer Bekanntheitsgrad zurückzuführen. 1914 noch unterrichtete er an der Académie Vitti und hielt Vorträge an der Université populaire in der Rue du Faubourg Saint-Antoine Nr. 157. Seine Werke hängen heute in Paris (Louvre, Musée  d’Orsay), in der Londoner Nationalgalerie, in der St. Petersburger Eremitage sowie in zahlreichen anderen Kunstmuseen. Sein Marktwert ist hoch; auf dem Kunstmarkt wurden bis zu 428.000 US-Dollar für eines seiner Gemälde bezahlt.